# Dryopteris oligodonta
Dryopteris oligodonta es una especie de helecho perteneciente a la familia Aspidiaceae, endémico de las Islas Canarias. Allí se le da el nombre de "helecho macho" o "penco". 

## Distribución
Se encuentra en las islas occidentales del Archipiélago Canario: Gran Canaria, Tenerife, El Hierro, La Gomera y La Palma. 

## Hábitat
Vive en el sotobosque fresco y húmedo de los bosques de laurisilva, pudiendo prosperar tanto en condiciones de sombra intensa como de semisombra con algunos rayos de luz solar filtrada por las ramas de los árboles.

## Híbridos
- Dryopteris x cedroensis Gibby & Widén: híbrido entre esta especie y Dryopteris guanchica Gibby & Jermy, de la isla de La Gomera.

## Taxonomía
Dryopteris oligodonta fue descrita por (Desv. ) Pic.Serm.  y publicado en Webbia 8: 150. f. 2. 1951. 1951.